# Nyelandsvej
Nyelandsvej er en gade på Frederiksberg i København, der går fra Falkoner Allé i sydøst til en rundkørsel i nordvest ved Dalgas Boulevard. Den mere bymæssige østlige del mellem Falkoner Allé og Nordre Fasanvej adskiller Copenhagen Business School's Solbjerg Campus og Frederiksberg Centret mod syd fra Svømmehalskvarteret mod nord. Ved den vestlige del ligger kulturhuset Kedelhallen og den sydlige side af Frederiksberg Hospital. På det sidste stykke ligger der et parcelhuskvarter.

## Historie
Nyelandsvej blev anlagt i 1883-1884 og blev navngivet 17. april 1884. Den er opkaldt efter Stephan Peter Nyeland (1793-1875), proviantforvalter hos Søetaten, der ejede en landejendom ved Falkoner Allé fra 1837 til 1875, på hvis jorder Nyelandsvej, Langelandsvej og Bentzonsvej blev anlagt.
Københavns Mælkeforsyning, senere Solbjerg Mejeri, åbnede i nr. 25 i 1884. Dets gamle bygninger blev erstattet af nye i 1920'erne, og det udviklede sig til at blive en af de største arbejdsgivere på Frederiksberg. Det havde direkte adgang til Frederiksberg Stations godsterræn. Mejeriet lukkede i midten af 1970'erne.
Hovedstadens første krematorium lå på hjørnet af Nordre Fasanvej og Nyelandsvej.
Delen vest for Nordre Fasanvej blev også anlagt i 1884, men hed Bergersvej indtil 1900. Københavns Amts Sygehus blev den nordlige side af gaden i 1890'erne. Bygningerne blev del af Frederiksberg Hospital, da amtssygehuset fuldførte sin flytning til Gentofte i 1900. Frederiksberg Forbrændingsanstalt åbnede på den anden side af gaden i 1903.

## Bygninger og beboere
I nr. 23 ligger folkeskolen Skolen på Nyelandsvej, der blev opført i 1891-1892 efter tegninger af Christian Laurits Thuren.
Nr. 27 var tidligere Frederiksberg Seminarium, der nu hedder Professionshøjskolen Metropols Institut for Skole og Læring.
Godthaabskirken i nr. 51 blev indviet i 1911. Den blev tegnet af Gotfred Tvede som en del af et kompleks, der også omfattede Godthåbs Sogns Menigheds Børnehave og General Classens Asyl. Etageejendommen ved siden af (Nyelandsvej 53-63/Nordre Fasanvej 48) blev bygget fra 1913 af Arbejdernes Andels Boligforening, nu Boligforeningen AAB, efter tegninger af Viggo Thalbitzer som det første danske eksempel på boligbyggeri ud fra almennyttige principper.
Kulturhuset Kedelhallen har til huse i de overlevende bygninger fra Frederiksberg Forbrændingsanstalt. De blev ombygget til deres nuværende formål i 2001.
Lidt syd for krydset med Nordre Fasanvej ligger Fasanvej Station, der betjenes af Københavns Metros linje M1 og M2.